# 111
111 — невисокосний рік, що почався в четвер за григоріанським календарем.
Римська імперія •  Парфянське царство •  Кушанське царство •  Східна Хань •  Сармати

## Геополітична ситуація
Римську імперію очолює імператор Траян (до 117). Імперія займає Апеннінський, Піренейський та Балканський півострови, Галлію, частину Британії, Близький Схід, Північну Африку включно з Єгиптом. 
Наймогутніша держава центральної Азії — Парфянське царство. Наймогутніша держава Індостану — Кушанське царство. Династія Хань править у Китаї.
Триває докласичний період цивілізації мая.
На території майбутньої України, в степах Причорномор'я, мешкають сармати, північніше — племена Черняхівської культури.

## Події

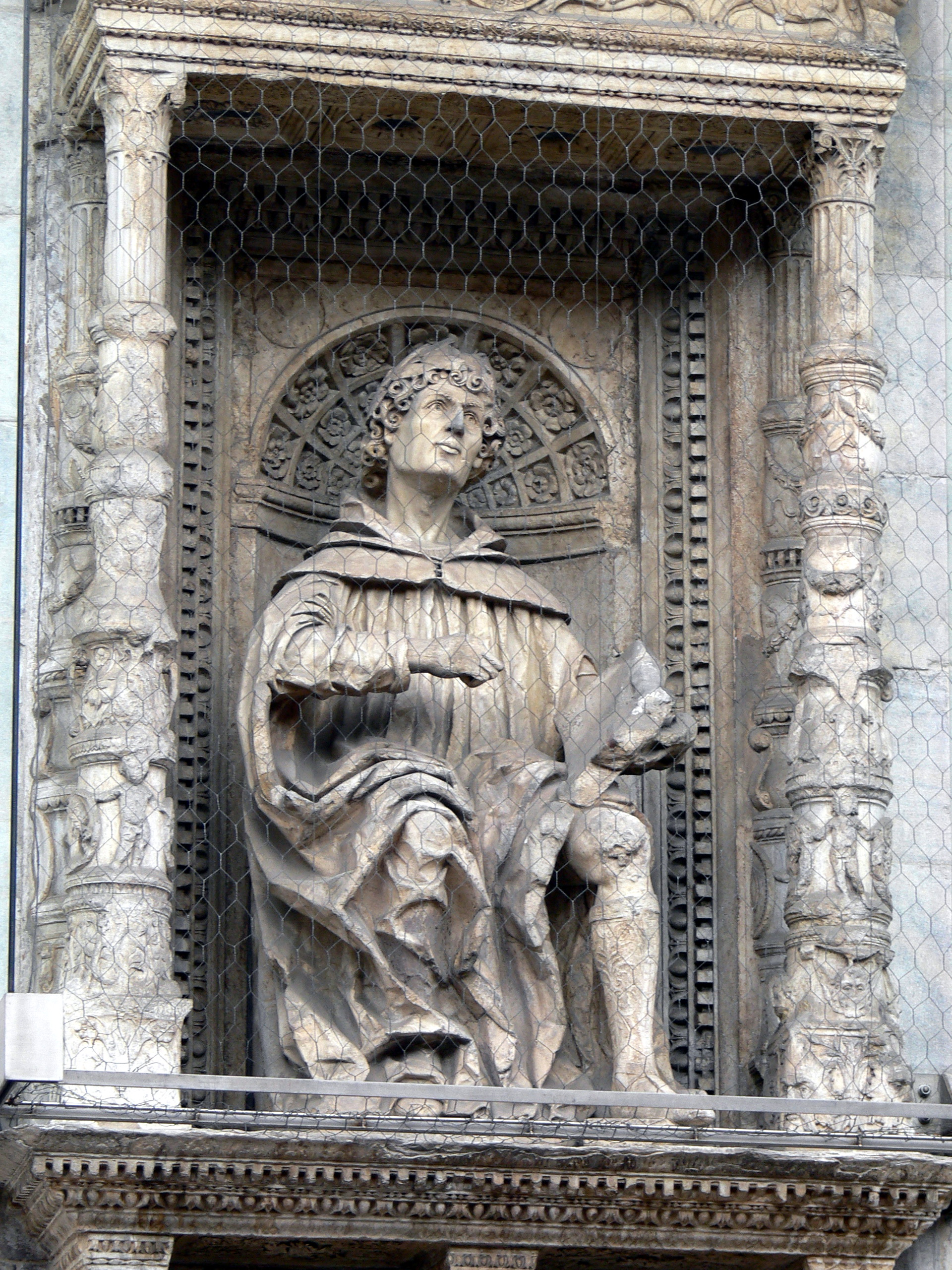
Скульптурний портрет Плінія Молодшого

- Консулами Римської імперії були Гай Кальпурний Пізон та Марк Веттій Болан.
- Намісником Віфінії став Пліній Молодший (до 113)[1]. Збереглося листування Плінія Молодшого з імператором Траяном, що є цінним джерелом соціальної та економічної історії Римської імперії того часу.
- Восени Адріан (майбутній імператор) вирушив з Риму до Сирії, де мав очолити місцеву адміністрацію. Він одержав звання архонта Афін під час відвідин цього міста.[1].
- Траян наказав спорудити в провінції Аравіа Петреа нову дорогу via Nova Trajana, яка поєднала міста Босра та Акаба. Будівництво закінчено 115 року[2].

Китай:
- Фуюйці (Пуйо) напали на Ляодун.
- Південноіндійський правитель Вел Келу Куттуван здійснив напад на Кушанську імперію.

## Народились
Дивись також Категорія:Народились 111

## Померли
Дивись також Категорія:Померли 111
- Луцій Бебій Тулл — державний діяч Римської імперії, консул-суфект 95 року.